# Byszkowo
Byszkowo (deutsch Böskau, früher Boeske und Böskow) ist eine Wohnstätte bei der Ortschaft Broczyno (Brotzen) in der Landgemeinde (Gmina) Czaplinek (Tempelburg) im Powiat Drawski (Dramburger Kreis)  der polnischen Woiwodschaft Westpommern.

## Geographische Lage
Der Ort liegt im Netzedistrikt im ehemaligen Westpreußen, am Böskau-See, etwa 33 Kilometer nordnordwestlich von Deutsch Krone (Wałcz), 25 Kilometer nordöstlich von Märkisch Friedland (Mirosławiec), vier Kilometer südsüdwestlich von Brotzen (Broczyno) und vier Kilometer nordwestlich von Machlin (Machliny).

## Geschichte

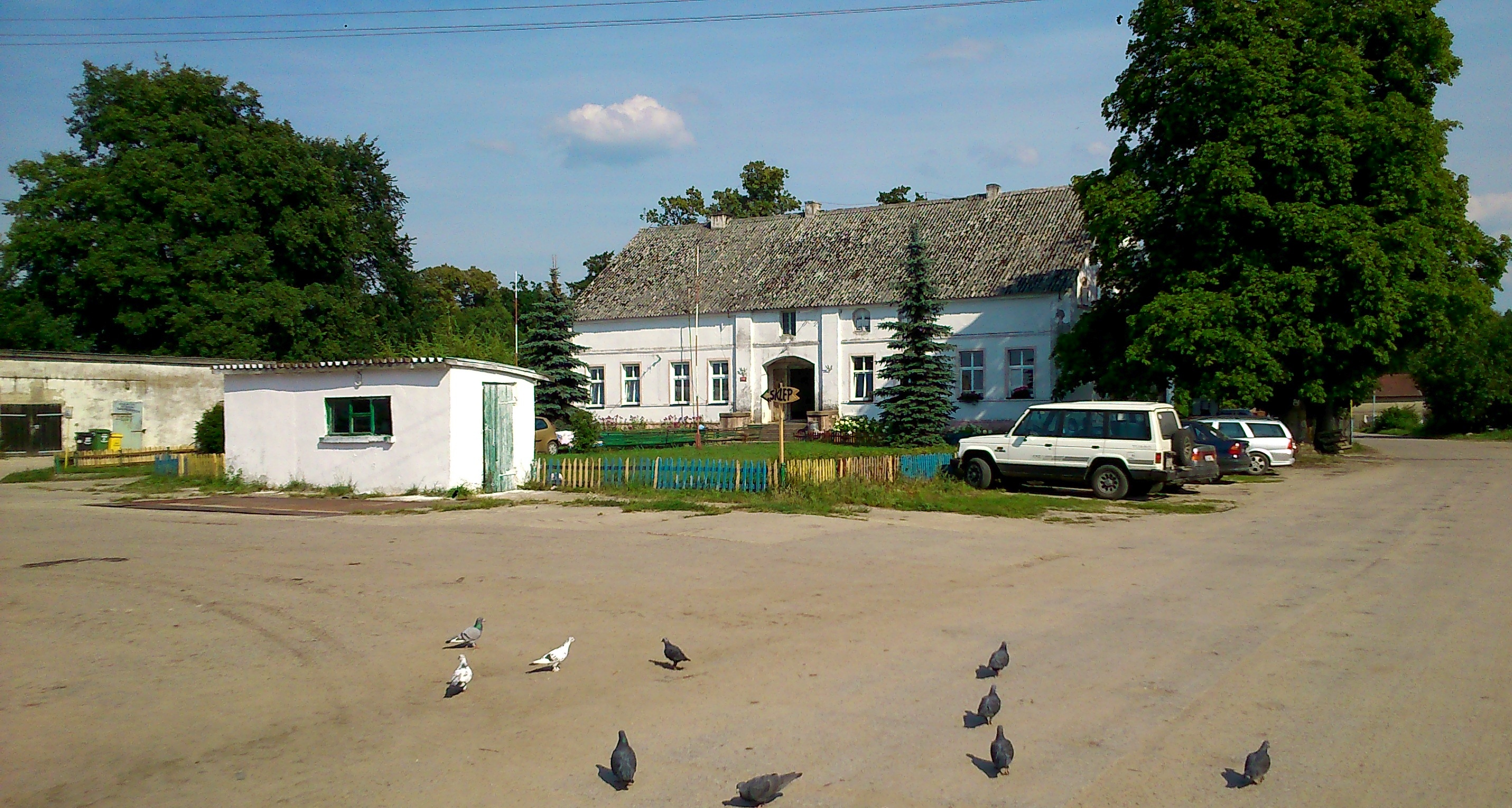
Ehemaliges Gutshaus Böskau (August 2015)

Böskau als Aula Byszki auf einem Plan, der die Grenzveränderungen der Goltzenherrschaft Brotzen seit dem 14. Jahrhundert zeigt

Die Grenzregion des Netzedistrikts, in der das Dorf liegt, hatte ursprünglich zum Herzogtum Pommern gehört, war vorübergehend unter polnische Herrschaft gelangt und dann an die Markgrafen von Brandenburg gekommen. Im Rahmen der Ersten Teilung Polen-Litauens kam das Dorf 1772 zusammen mit dem Landkreis Deutsch Krone an Preußen.
Die Ortschaft Böskau gehörte einst zu den sogenannten Goltzschen Gütern, und zwar zur Goltzenherrschaft Brotzen. 1364 soll der Ort  Beusekow geheißen haben. Aus dem 17. Jahrhundert sind die Ortsbezeichnungen Beeskow (1642), Boesikow und Böskau (1668) überliefert. Im Jahr 1783 gehörte das Vorwerk zur Gutsherrschaft Wallbruch. 1805 besaß das Gut ein von Wedel.
Am 30. September 1928 wurde der Gutsbezirk Böskau in die Landgemeinde Machlin eingemeindet.
Im Jahr 1945 gehörte der Gutsbezirk Böskau zur Landgemeinde Machlin im Landkreis Deutsch Krone im Regierungsbezirk Grenzmark Posen-Westpreußen der preußischen Provinz Pommern des Deutschen Reichs. Machlin war dem Amtsbezirk Brotzen zugeordnet.

### Demographie
| Jahr | Einwohner | Anmerkungen                                                                       |
| ---- | --------- | --------------------------------------------------------------------------------- |
| 1783 | –         | adliges Vorwerk, drei Feuerstellen (Haushaltungen), im Netzedistrikt, Kreis Krone |
| 1818 | 46        | Gut, adlige Besitzung                                                             |
| 1864 | 82        | sämtlich Evangelische                                                             |
| 1910 | 97        | am 1. Dezember, sämtlich Evangelische                                             |

## Kirche
Die Protestanten der bis 1945 anwesenden Dorfbevölkerung gehörten zum evangelischen Kirchspiel Brotzen.